# Sibuluan Raya
Sibuluan Raya is een bestuurslaag in het regentschap Tapanuli Tengah van de provincie Noord-Sumatra, Indonesië. Sibuluan Raya telt 3270 inwoners (volkstelling 2010).